# 덴마크의 앤
덴마크의 앤(Anne of Denmark, 1574년 12월 12일 ~ 1619년 3월 2일)은 잉글랜드의 왕 제임스 1세 겸 스코틀랜드의 왕 제임스 6세의 왕비이다. 덴마크와 노르웨이의 왕 프레데리크 2세의 둘째 딸이며 크리스티안 4세의 누나이다.

## 생애
1574년 12월 12일 덴마크 유틀란트반도에서 태어났다. 왕위를 이을 남자 후계자를 바랐던 그녀의 아버지는 두 번째 자식 또한 딸인 것을 알고 실망했다. 앤은 언니 엘리자베트와 함께 어머니 조피의 친정이 있는 귀스트로에서 외조부모의 손에 의해 자랐다. 1589년 오슬로에서 제임스와 결혼했다. 결혼한 지 얼마 되지 않아 남편과의 사이는 소원해졌고 제임스는 앤 머레이(Anne Murray)라는 애인을 두었다. 앤은 낭비벽이 있고 유행을 좇는 성격이었다. 건축물을 짓는데 막대한 비용을 들이기도 했다. 결혼 초기에는 개신교였으나 런던으로 옮긴 뒤에는 가톨릭으로 개종했다. 1619년 햄프턴 궁전에서 죽었으며 웨스트민스터 사원에서 장례식을 치렀다.

## 자녀
남편과의 사이에 3남 4녀를 낳았으나 대부분이 요절하고 1남 1녀만이 살아남았다.
| 사진 | 이름                    | 생일             | 사망             | 기타                          |
| ---- | ----------------------- | ---------------- | ---------------- | ----------------------------- |
|      | 웨일스 공 헨리 프레더릭 | 1594년 2월 19일  | 1612년 12월 8일  | 요절                          |
|      | 엘리자베스 스튜어트     | 1596년 8월 19일  | 1662년 2월 13일  | 프리드리히 5세 폰 팔츠의 부인 |
|      | 마거릿                  | 1598년 12월 24일 | 1600년경         | 요절                          |
|      | 찰스 1세                | 1600년 11월 19일 | 1649년 1월 30일  |                               |
|      | 로버트                  | 1602년 1월 18일  | 1602년 5월 27일  | 요절                          |
|      | 메리                    | 1605년 4월 8일   | 1607년 12월 16일 | 요절                          |
|      | 소피아                  | 1607년           | 1607년           | 요절                          |